# San Francisco (Surigao del Norte)
San Francisco è una municipalità di quinta classe delle Filippine, situata nella Provincia di Surigao del Norte, nella Regione di Caraga.
San Francisco è formata da 11 baranggay:
- Amontay
- Balite
- Banbanon
- Diaz
- Honrado
- Jubgan
- Linongganan
- Macopa
- Magtangale
- Oslao
- Poblacion